# Andrija Delibašić
Andrija Delibašić (srbskou cyrilicí Андрија Делибашић; 24. dubna 1981, Nikšić - 19. března 2025, Podgorica) byl černohorský fotbalista národnosti, útočník. 

## Fotbalová kariéra
Začínal v týmu  FK Sutjeska Nikšić. Dále hrál za Partizan Bělehrad, se kterým vyhrál dvakrát ligu a jednou pohár. Přestoupil do Španělska do týmu RCD Mallorca, odkud hostoval v týmech Benfica Lisabon, SC Braga, AEK Athény, SC Beira-Mar a Real Sociedad. Od roku 2008 hrál za Hércules Alicante a Rayo Vallecano. Kariéru zakončil v thajském Ratchaburi FC a v Černé Hoře v týmu FK Sutjeska Nikšić. V Lize mistrů UEFA nastoupil v 9 utkáních a dal 3 góly, v kvalifikaci Ligy mistrů UEFA nastoupil ve 3 utkáních, v Evropské lize UEFA nastoupil v 6 utkáních a dal 2 góly a v kvalifikaci Evropské ligy UEFA nastoupil v 1 utkání a dal 1 gól. Za reprezentaci Černé Hory nastoupil v letech 2009-2013 ve 20 utkáních a dal 6 gólů. Byl členem fotbalové reprezentace Srbska a Černé Hory na LOH 2004 v Aténách, nastoupil ve 3 utkáních.

## Ligová bilance
| Ročník                                  | Zápasy | Góly | Klub               |
| --------------------------------------- | ------ | ---- | ------------------ |
| Druga savezna liga 1998/1999            | -      | -    | FK Sutjeska Nikšić |
| Prva savezna liga 1999/2000             | 16     | 2    | Partizan Bělehrad  |
| Prva savezna liga 2000/2001             | 26     | 14   | Partizan Bělehrad  |
| Prva savezna liga 2001/2002             | 15     | 9    | Partizan Bělehrad  |
| Prva savezna liga 2002/2003             | 30     | 12   | Partizan Bělehrad  |
| Prva savezna liga 2003/2004             | 13     | 10   | Partizan Bělehrad  |
| Primera División 2003/2004              | 17     | 4    | RCD Mallorca       |
| Primera División 2004/2005              | 12     | 3    | RCD Mallorca       |
| 1. portugalská liga 2004/2005           | 3      | 0    | Benfica Lisabon    |
| 1. portugalská liga 2005/2006           | 10     | 4    | SC Braga           |
| Řecká Superliga 2006/2007               | 10     | 1    | AEK Athény         |
| 1. portugalská liga 2006/2007           | 11     | 1    | SC Beira-Mar       |
| Segunda División 2007/2008              | 33     | 6    | Real Sociedad      |
| Segunda División 2008/2009              | 31     | 11   | Hércules Alicante  |
| Segunda División 2009/2010              | 34     | 10   | Hércules Alicante  |
| Segunda División 2010/2011              | 30     | 7    | Rayo Vallecano     |
| Primera División 2011/2012              | 19     | 1    | Rayo Vallecano     |
| Primera División 2012/2013              | 32     | 6    | Rayo Vallecano     |
| Thajská fotbalová liga 2014             | 7      | 0    | Ratchaburi FC      |
| 1. černohorská fotbalová liga 2014/2015 | 2      | 0    | FK Sutjeska Nikšić |
| CELKEM Primera División                 | 80     | 14   |                    |
| CELKEM Řecká Superliga                  | 10     | 1    |                    |
| CELKEM 1. portugalská liga              | 24     | 5    |                    |
| CELKEM Prva savezna liga                | 100    | 78   |                    |
| CELKEM 1. černohorská fotbalová liga    | 2      | 0    |                    |